# Ensalada de flor de banana
Nộm hoa chuối es una ensalada vietnamita (nộm) cuyo ingrediente principal es la flor de banana (hoa chuố). Se trata de un plato popular en las tres regiones culturales de Vietnam: centro, norte y sur (donde también se le conoce como gỏi bắp chuối), y se puede encontrar tanto en las áreas rurales donde se produce banana, como en los restaurantes de las grandes urbes. En este país distinguen las flores de plátano que provienen de las zonas bajas (color violeta) y las que provienen de las zonas boscosas o montañosas (color rojo oscuro y sabor más dulce).

## Preparación
Es un plato sencillo de elaborar y con una fragancia y un sabor agridulce, intenso y algo picante. La parte más delicada de su elaboración es evitar que las flores se tornen de color negro, lo que las hace inservibles. Esto es porque las flores inmaduras se oxidan muy rápido en contacto con el aire. Para retrasar el proceso de oxidación, se sumergen las flores en un líquido ácido, bien sea vinagre o agua con limón, por 15 o 20 minutos. Junto con el resto de verduras, que por lo general son zanahoria, cebolla, chile (ají) tipo ojo de pájaro, pepino y carambola, se cortan en juliana. 
Además, se suelen agregar brotes de soya, hongo ostra, cacahuetes (maní) y ajonjolí (sésamo), y se aromatiza con una vinagreta hecha a partir de jugo de limón o de lima, azúcar (de palma), salsa de pescado, ajo, jengibre, coriandro de Vietnam, bálsamo de Vietnam y/o vinagre. Aunque en esencia es un plato vegetariano, opcionalmente se agregan también piezas de carne de pollo desmenuzada, piel de cerdo u oreja de cerdo. Las semillas de sésamo y cacahuates se suelen tostar ligeramente en el sartén para que suelten su aroma 
A menudo se sirve en un pétalo o bráctea de plátano y se acompaña la ensalada de flor de plátano con panqueques al grill.